# Yannick Vu
Yannick Vu (* 27. August 1942 in Montfort-l’Amaury, Frankreich) ist eine französische Malerin, Bildhauerin und Kunsthistorikerin.

## Leben
Yannick Vu wurde als Tochter des vietnamesischen Malers Vu Cao Dam und einer bretonischen Pianistin geboren. Sie lebte im französischen Saint-Paul-de-Vence und später in Rom. Sie heiratete auf Mallorca den italienischen Künstler Domenico Gnoli, mit dem sie ab 1963 in Deià im Anwesen S’Estaca auf der Insel lebte. Nach dem Tode ihres Mannes im Jahr 1970 lebte sie in Panama. Sie heiratete den Bildhauer Ben Jakober, mit dem sie im Anwesen Sa Bassa Blanca in der Gemeinde Alcúdia auf der mallorquinischen Halbinsel La Victòria lebt. 
Sie betätigt sich als Malerin und Bildhauerin. Dabei ist sie auch gemeinsam mit ihrem Ehemann an Objekten tätig. Als Kunsthistorikerin befasst sie sich vor allem mit von ihr auch gesammelten Kinderbildern aus der Zeit des 16. bis 19. Jahrhunderts. Die Bilder werden von ihr in einem unterirdischen Museum ausgestellt, welches sie in Erinnerung an ihre bei einem Motorradunfall auf Moorea in Polynesien umgekommene Tochter gemeinsam mit ihrem Ehemann betreibt. Darüber hinaus züchtet sie Rosen.